# Jozef Žarnay
Jozef Žarnay (Homonna, 1944. február 14. –) szlovák sci-fi-író,  forgatókönyvíró,  tudományos és szépirodalmi könyvek szerzője gyermekek és fiatalok számára.

## Élete
A középiskolai tanulmányait 1958 és 1961 között végezte. 1961-től Eperjesen a Pavol Jozef Šafárik Egyetem Pedagógiai Karán történelmet és orosz nyelvet tanult. 1964-től 1971-ig tanárként dolgozott Kluknóban, 1971 és 1979 között Radácsszentimrén. 1980-tól a Stavoprojekt alkalmazottja, 1981-től 2006-ig tanár és oktatási tanácsadó Eperjesen, 2006-tól nyugdíjas.

## Munkássága
Első irodalmi munkáját 1969-ben a Kamarát ifjúsági magazinban tette közzé. 1973-ban jelent meg az első könyve, A Sárkányfal titka című regénye, amely három általános iskolai tanuló kalandjait írta le. A gyerekek rejtélyes idegent és egy űrhajót fedeznek fel a szülőfalujuk közelében. A folytatásban, Az elátkozott bolygó című regényben ismét felfedezik a hegyekben elrejtőzött idegen civilizáció szállítóeszközét, amely egy ökológiai katasztrófa által elpusztított bolygóra viszi őket. További munkáiban is hű maradt a tudományos fantasztikus témákhoz. 1983-ban közzétette a Kolumbovia zo základne Ganymedes regényt, amelyben a meteorbecsapódás miatt sérült űrhajóban a legénység nem ébred fel a mesterséges alvásból. Csak néhány gyermek, akik az atomháború által elpusztított bolygóra való leszállás után csak saját ügyességüktől és az együttműködésüktől függenek. Az 1991-ben megjelent regénye a Časolet. Regények írása mellett sci-fi novellákat publikált különféle folyóiratokban, és a sci-fi történetével is foglalkozott. A Zenit pionierov, a Zenit és az Elektrón folyóiratokban publikált. Együttműködött a rádióval és a televízióval.

## Művei

### Próza gyermekek és fiatalok számára
- Tajomstvo Dračej steny (sci-fi, 1973), A Sárkányfal titka
- Prekliata planéta (regény, 1977),[1] Az  elátkozott bolygó
- Kolumbovia zo základne Ganymedes (kalandregény, 1983)
- Časolet (regény, 1990)
- Signály ľadového sveta (regény, 2012), A jégvilág jelei
- Vesmírne prípady (novellák gyűjteménye, 2015)

### Televízió és film
- Tajomstvo Dračej steny (1980), A Sárkányfal titka, televíziós produkció
- Volanie ľadového vetra (Volanie ľadového sveta) (1983), A  jégszél hívása (A jégvilág hívása), televíziós produkció
- Tretí šarkan  (1985),[2] A harmadik kígyó

## Fordítás
- Ez a szócikk részben vagy egészben  a   Jozef Žarnay című szlovák Wikipédia-szócikk ezen változatának fordításán alapul.  Az eredeti cikk szerkesztőit annak laptörténete sorolja fel. Ez a jelzés csupán a megfogalmazás eredetét és a szerzői jogokat jelzi, nem szolgál a cikkben szereplő információk forrásmegjelöléseként.